# Elecciones presidenciales de Kiribati de 2020
Las elecciones presidenciales se celebraron en Kiribati el 22 de junio de 2020. El actual presidente Taneti Maamau del partido Abrazando a Kiribati fue reelegido con el 59 % de los votos.

## Campaña
Las relaciones con China y Taiwán sirvieron como el principal tema durante la campaña, ya que Maamau cambió el reconocimiento de Kiribati desde Taiwán a China y su rival Banuera Berina se vio como más comprensivo hacia Taiwán. La elección fue vista por muchos como una prueba crítica para la política exterior expansiva del Partido Comunista de China.

## Sistema electoral
El presidente de la República es elegido por mayoría simple de votos.

## Resultados
Los resultados fueron declarados el 23 de junio de 2020 por el presidente del Tribunal Supremo John Muria en la sede del Ministerio de Justicia en el sur de Tarawa. Maamau ganó las elecciones con el 59% de los votos, recibiendo una mayoría en 16 de los 23 distritos electorales, mientras que Berina terminó primero en siete distritos electorales.
| Candidato                          | Partido                            | Votos  | %     |
| ---------------------------------- | ---------------------------------- | ------ | ----- |
| Taneti Maamau                      | Partido Abrazando a Kiribati       | 26,053 | 59.32 |
| Banuera Berina                     | Boutokaan Kiribati Moa             | 17,866 | 40.68 |
| Votos nulos/en blanco              | Votos nulos/en blanco              | 112    | –     |
| Total                              | Total                              | 44,031 | 100   |
| Votantes registrados/participación | Votantes registrados/participación | 55,268 | 79.67 |
| Fuente: RNZ                        |                                    |        |       |